# 23045 Sarahocken
23045 Sarahocken è un asteroide della fascia principale. Scoperto nel 1999, presenta un'orbita caratterizzata da un semiasse maggiore pari a 2,8599517 UA e da un'eccentricità di 0,0075670, inclinata di 2,33282° rispetto all'eclittica.